# ヌーノ・タヴァレス
- ヌーノ・タヴァレス
- ヌノ・タヴァレス
- ヌーノ・タバレス

ヌーノ・アルベルティーノ・ヴァレーラ・タヴァレス（Nuno Albertino Varela Tavares, 2000年1月26日 - ）は、ポルトガル・リスボン出身のサッカー選手。セリエA・SSラツィオ所属。ポジションはDF。

## 経歴

### ベンフィカ
2019年8月4日、スーペルタッサ・カンディド・デ・オリベイラ（スーパーカップ）のスポルティングCP戦で、ベンフィカのトップチームデビュー。翌週にはFCパソス・デ・フェレイラ戦でプリメイラ・リーガデビューも果たし、1ゴール2アシストの活躍を見せた。

### アーセナル
2021年7月10日、アーセナルFCへの移籍が公式発表された。背番号は、20番。同年8月14日、21-22シーズン開幕戦となるブレントフォードFCとの試合で途中出場しプレミアリーグデビューを果たした。2022年4月23日、マンチェスター・ユナイテッド戦でサカのシュートをデ・ヘアが弾いたこぼれ球をダイレクトで押し込みアーセナルでの公式戦初ゴールを決めた。

### マルセイユ
2022年7月30日、オリンピック・マルセイユへのローン移籍が公式発表された。

### ノッティンガム・フォレスト
2023年9月1日、ノッティンガム・フォレストFCへ買取オプション付きのローン移籍することが公式発表された。

### ラツィオ
2024年7月15日、一定条件下で買取義務が発生するローン契約でSSラツィオへ移籍することが公式発表された。

## タイトル
ベンフィカ
- スーペルタッサ・カンディド・デ・オリベイラ : 2019